# Schweizer Leichtathletik-Hallenmeisterschaften 2018
Die 37. Schweizer Leichtathletik-Hallenmeisterschaften 2018 (auch: SM Halle Aktive, SM Halle Elite) (französisch Championnats suisses d’athlétisme en salle 2018) fanden am 17. und 18. Februar 2018 in der Sporthalle End der Welt in Magglingen statt.

## Frauen

### 60 m
| Platz | Athletin          | Zeit (s) | Anmerkung |
| ----- | ----------------- | -------- | --------- |
| 1     | Mujinga Kambundji | 7,03     | PB        |
| 2     | Ajla Del Ponte    | 7,24     | PB        |
| 3     | Salomé Kora       | 7,27     | PB        |

### 200 m
| Platz | Athletin       | Zeit (s) | Anmerkung |
| ----- | -------------- | -------- | --------- |
| 1     | Léa Sprunger   | 22,88    | PB        |
| 2     | Ajla Del Ponte | 23,83    |           |
| 3     | Samantha Dagry | 23,91    | PB        |

### 400 m
| Platz | Athletin       | Zeit (s) | Anmerkung |
| ----- | -------------- | -------- | --------- |
| 1     | Yasmin Giger   | 54,12    |           |
| 2     | Sarah Atcho    | 54,42    |           |
| 3     | Fanette Humair | 55,49    |           |

### 800 m
| Platz | Athletin        | Zeit (min) | Anmerkung |
| ----- | --------------- | ---------- | --------- |
| 1     | Lisa Stöckli    | 2:09,87    | PB        |
| 2     | Stefanie Barmet | 2:10,23    | SB        |
| 3     | Noëmi Jakober   | 2:10,44    | PB        |

### 3000 m
| Platz | Athletin        | Zeit (min) | Anmerkung |
| ----- | --------------- | ---------- | --------- |
| 1     | Chiara Scherrer | 10:06,33   | PB        |
| 2     | Nicole Egger    | 10:08,32   | PB        |
| 3     | Stefanie Barmet | 10:08,93   |           |

### 60 m Hürden (84,0)
| Platz | Athletin       | Zeit (s) | Anmerkung |
| ----- | -------------- | -------- | --------- |
| 1     | Caroline Agnou | 8,42     | PB        |
| 2     | Annik Kälin    | 8,48     | SB        |
| 3     | Géraldine Frey | 8,57     |           |

### Hochsprung
| Platz | Athletin            | Höhe (m) | Anmerkung |
| ----- | ------------------- | -------- | --------- |
| 1     | Géraldine Ruckstuhl | 1,80     |           |
| 2     | Livia Odermatt      | 1,80     |           |
| 3     | Caroline Agnou      | 1,74     | PB        |

### Stabhochsprung
| Platz | Athletin         | Höhe (m) | Anmerkung |
| ----- | ---------------- | -------- | --------- |
| 1     | Angelica Moser   | 4,31     |           |
| 2     | Pascale Stöcklin | 4,21     | PB        |
| 3     | Lea Bachmann     | 4,01     |           |

### Weitsprung
| Platz | Athletin            | Weite (m) | Anmerkung |
| ----- | ------------------- | --------- | --------- |
| 1     | Caroline Agnou      | 6,22      |           |
| 2     | Annik Kälin         | 6,10      |           |
| 3     | Géraldine Ruckstuhl | 5,97      | PB        |

### Dreisprung
| Platz | Athletin         | Weite (m) | Anmerkung |
| ----- | ---------------- | --------- | --------- |
| 1     | Barbara Leuthard | 12,96     | SB        |
| 2     | Alina Tobler     | 12,56     | PB        |
| 3     | Serena Raffi     | 12,31     | SB        |

### Kugel (4,00 kg)
| Platz | Athletin       | Weite (m) | Anmerkung |
| ----- | -------------- | --------- | --------- |
| 1     | Caroline Agnou | 14,34     |           |
| 2     | Jasmin Lukas   | 13,83     | SB        |
| 3     | Vanessa Fust   | 13,71     |           |

## Männer

### 60 m
| Platz | Athlet                   | Zeit (s) | Anmerkung |
| ----- | ------------------------ | -------- | --------- |
| 1     | Marie Jean-Yann De Grace | 6,71     |           |
| 2     | Suganthan Somasundaram   | 6,76     | PB        |
| 3     | Florian Clivaz           | 6,81     | PB        |

### 200 m
| Platz | Athlet            | Zeit (s) | Anmerkung |
| ----- | ----------------- | -------- | --------- |
| 1     | William Reais     | 21,39    | PB        |
| 2     | Jonas Werner      | 21,59    | PB        |
| 3     | Bastien Flückiger | 21,75    |           |

### 400 m
| Platz | Athlet            | Zeit (s) | Anmerkung |
| ----- | ----------------- | -------- | --------- |
| 1     | Ricky Petrucciani | 47,57    |           |
| 2     | Ryan Wyss         | 48,17    | PB        |
| 3     | Luca Flück        | 48,20    | SB        |

### 800 m
| Platz | Athlet           | Zeit (min) | Anmerkung |
| ----- | ---------------- | ---------- | --------- |
| 1     | Robin Oester     | 1:51,67    | PB        |
| 2     | Jan Hochstrasser | 1:52,51    |           |
| 3     | Pietro Calamai   | 1:53,12    | PB        |

### 1500 m
| Platz | Athlet           | Zeit (min) | Anmerkung |
| ----- | ---------------- | ---------- | --------- |
| 1     | Jan Hochstrasser | 3:53,63    |           |
| 2     | Marc Bill        | 3:53,98    | PB        |
| 3     | Jérémie Fleury   | 3:59,86    | PB        |

### 3000 m
| Platz | Athlet      | Zeit (min) |
| ----- | ----------- | ---------- |
| 1     | Luca Noti   | 8:19,13    |
| 2     | Neil Burton | 8:31,90    |
| 3     | Yan Volery  | 8:51,00    |

### 60 m Hürden (106,7)
| Platz | Athlet       | Zeit (s) | Anmerkung |
| ----- | ------------ | -------- | --------- |
| 1     | Jason Joseph | 7,77     | PB        |
| 2     | Brahian Peña | 8.02     |           |
| 3     | Finley Gaio  | 8,08     | PB        |

### Hochsprung
| Platz | Athlet        | Höhe (m) | Anmerkung |
| ----- | ------------- | -------- | --------- |
| 1     | Vivien Streit | 2,09     | SB        |
| 2     | Roman Sieber  | 2,06     |           |
| 3     | Nicola Lüdi   | 2,00     | SB        |

### Stabhochsprung
| Platz | Athlet          | Höhe (m) | Anmerkung |
| ----- | --------------- | -------- | --------- |
| 1     | Dominik Alberto | 5,55     | SB        |
| 2     | Patrick Schütz  | 4,98     |           |
| 3     | Adrian Kübler   | 4,88     | SB        |

### Weitsprung
| Platz | Athlet           | Weite (m) | Anmerkung |
| ----- | ---------------- | --------- | --------- |
| 1     | Benjamin Gföhler | 7,91      |           |
| 2     | Geovany Paz Soto | 7,63      | PB        |
| 3     | Luca Bernaschina | 7,19      |           |

### Dreisprung
| Platz | Athlet         | Weite (m) | Anmerkung |
| ----- | -------------- | --------- | --------- |
| 1     | Carlos Kouassi | 15,50     | PB        |
| 2     | Simon Sieber   | 15,32     | SB        |
| 3     | Nils Wicki     | 15,20     |           |

### Kugel (7,26 kg)
| Platz | Athlet         | Weite (m) | Anmerkung |
| ----- | -------------- | --------- | --------- |
| 1     | Stefan Wieland | 16,35     |           |
| 2     | Sandro Michel  | 15,20     |           |
| 3     | Lars Meyer     | 14,86     | PB        |